# Puchar Ministra Obrony Narodowej
A Puchar Ministra Obrony Narodowej (em português: Copa do Ministro da Defesa Nacional) é uma carreira ciclista profissional de um dia polaca; que se disputa no mês de agosto, sete dias após o Memóriał Henryka Łasaka e seis dias após o Puchar Uzdrowisk Karpackich.
Criou-se em 2003 dentro da categoria 1.5 (última categoria do profissionalismo). Desde a criação dos Circuitos Continentais UCI em 2005 faz parte de UCI Europe Tour, dentro da categoria 1.2 (igualmente última categoria do profissionalismo).

## Palmarés
| Ano  | Vencedor               | Segundo                  | Terceiro                 |
| ---- | ---------------------- | ------------------------ | ------------------------ |
| 1958 | Adam Wiśniewski        | Marian Więckowski        | Mieczysław Wilczewski    |
| 1959 | Janusz Paradowski      | Mieczysław Wilczewski    | Jerzy Jankowski          |
| 1960 | Jan Chtiej             | Mieczysław Wilczewski    | Stanisław Królak         |
| 1961 | Franciszek Kosela      | Jan Kudra                | Bogusław Fornalczyk      |
| 1962 | Tadeusz Zadrożny       | Józef Gawliczek          | Stanisław Królak         |
| 1963 | Zygfryd Widera         | Bogdan Błaszczyk         | Ginter Chmura            |
| 1964 | Ryszard Szałapski      | Józef Staroń             | Jerzy Linde              |
| 1965 | Tadeusz Zadrożny       | Jan Ścibiorek            | Stanisław Pawłowski      |
| 1966 | Zygmunt Hanusik        | Wojciech Goszczyński     | Ryszard Szałapski        |
| 1967 | Daniel Gráč            | Marian Forma             | Jan Magiera              |
| 1968 | Stanisław Demel        | Jan Magiera              | Józef Beker              |
| 1969 | Tadeusz Szpak          | Lech Kluj                | Tadeusz Prasek           |
| 1970 | Zygmunt Hanusik        | Pranas Knieža            | Wiesław Jezierski        |
| 1971 | Zenon Czechowski       | Stanisław Szozda         | Zbigniew Bielski         |
| 1972 | Stanisław Szozda       | Jan Smyrak               | Stanisław Labocha        |
| 1973 | Michal Klasa           | Dieter Gonschorek        | Ryszard Szurkowski       |
| 1974 | Vītauts Gaļinauskas    | Stanisław Boniecki       | Milan Puzrla             |
| 1975 | Aleksandr Averin       | Miroslav Sýkora          | Stefan Piasecki          |
| 1976 | Tadeusz Mytnik         | Petr Pavlíček            | Tadeusz Zawada           |
| 1977 | Ryszard Szurkowski     | Czesław Lang             | Janusz Kowalski          |
| 1978 | Lechosław Michalak     | Rudolf Hejhal            | Krzysztof Sujka          |
| 1979 | Lechosław Michalak     | Czesław Lang             | Ryszard Szurkowski       |
| 1980 | Ryszard Szurkowski     | Zbigniew Szczepkowski    | Krzysztof Sujka          |
| 1981 | Adam Zagajewski        | Czesław Lang             | Ryszard Szurkowski       |
| 1982 | Zbigniew Szczepkowski  | Adam Zagajewski          | Ramazan Galaletdinov     |
| 1983 | Zbigniew Szczepkowski  | Ryszard Szurkowski       | Adam Zagajewski          |
| 1984 | Lechosław Michalak     | Djamolidine Abdoujaparov | Hardy Gröger             |
| 1985 | Vladimir Poulnikov     | Vladimir Muravskis       | Djamolidine Abdoujaparov |
| 1986 | Uldis Ansons           | Zbigniew Szczepkowski    | Djamolidine Abdoujaparov |
| 1987 | Uldis Ansons           | Lechosław Michalak       | Andrei Tchmil            |
| 1988 | Uldis Ansons           | JarosÅ‚aw Chojnacki      | Roberts Vinovskis        |
| 1989 | JarosÅ‚aw Chojnacki    | Sławomir Krawczyk        | Adam Wolański            |
| 1990 | Sławomir Krawczyk      | JarosÅ‚aw Chojnacki      | Radosław Romanik         |
| 1991 | Zbigniew Ludwiniak     | Jarosław Wsół            | Ľudovít Nazarej          |
| 1995 | Przemysław Mikołajczyk | JarosÅ‚aw Chojnacki      | Artur Krzeszowiec        |
| 1996 | Mariusz Bilewski       | Sławomir Chrzanowski     | Oleg Ruban               |
| 1997 | Grzegorz Wajs          | Paweł Niedźwiecki        | Krystian Zajdel          |
| 1998 | Przemysław Mikołajczyk | Zbigniew Piątek          | Radosław Romanik         |
| 1999 | Grzegorz Rosoliński    | Radosław Romanik         | Marek Kamiński           |
| 2000 | Hubert Nowak           | Marcin Lewandowski       | Arkadiusz Korycki        |
| 2001 | Kazimierz Stafiej      | Krzysztof Spławski       | Krzysztof Jeżowski       |
| 2002 | Raimondas Vilčinskas   | Wojciech Pawlak          | Bartłomiej Ksobiak       |
| 2003 | Kazimierz Stafiej      | Wojciech Pawlak          | Ján Valach               |
| 2004 | Adam Wadecki           | Grzegorz Żołędziowski    | Marcin Lewandowski       |
| 2005 | Grzegorz Żołędziowski  | Fabio Masotti            | Robert Radosz            |
| 2006 | Marcin Gębka           | Krzysztof Jeżowski       | Dariusz Rudnicki         |
| 2007 | Tarmo Raudsepp         | Kazimierz Stafiej        | Aleksejs Saramotins      |
| 2008 | Bartłomiej Matysiak    | Radosław Romanik         | Tomasz Lisowicz          |
| 2009 | Tomasz Kiendyś         | Kanstantin Klimiankou    | Mateusz Taciak           |
| 2010 | Bartłomiej Matysiak    | Mateusz Taciak           | Adrian Honkisz           |
| 2011 | Tomasz Kiendyś         | Radosław Romanik         | Matej Jurčo              |
| 2012 | Damian Walczak         | Anatoliy Pakhtusov       | Tomasz Smoleń            |
| 2013 | Bartłomiej Matysiak    | Mateusz Komar            | Łukasz Bodnar            |
| 2014 | Konrad Dąbkowski       | Grzegorz Stępniak        | Erik Baška               |
| 2015 | Erik Baška             | Grzegorz Stępniak        | Konrad Dąbkowski         |
| 2016 | Alois Kaňkovský        | Eryk Latoń               | Bartłomiej Matysiak      |
| 2017 | Alois Kaňkovský        | Eryk Latoń               | Sylwester Janiszewski    |
| 2019 | Norman Vahtra          | Siim Kiskonen            | Norbert Banaszek         |
| 2020 | Felix Groß             | Markus Pajur             | Stanislaw Aniolkowski    |
| 2021 | Louis Bendixen         | Tord Gudmestad           | Patryk Stosz             |
| 2022 | Jesper Rasch           | Bartłomiej Proć          | Dennis van der Horst     |
| 2023 | Bartosz Rudyk          | Eduard-Michael Grosu     | Dennis van der Horst     |
| 2024 | Konrad Czabok          | Alexander Arnt Hansen    | Rick Ottema              |

## Palmarés por países
| País            | Vitórias |
| --------------- | -------- |
| Polónia         | 44       |
| União Soviética | 6        |
| Suíça           | 4        |
| Estónia         | 2        |
| Lituânia        | 1        |
| Eslováquia      | 1        |
| Alemanha        | 1        |